# Prepona diluta
Prepona diluta är en fjärilsart som beskrevs av Hans Fruhstorfer 1904. Prepona diluta ingår i släktet Prepona och familjen praktfjärilar. Inga underarter finns listade i Catalogue of Life.